# دهه ۱۴۴۰ (میلادی)
دهه ۱۴۴۰ (میلادی) صد و چهل و چهارمین دهه تقویم میلادی است.

## درگذشتگان
‎